# 中津町 (岐阜県)
中津町（なかつちょう）は、かつて岐阜県恵那郡にあった町である。
中山道中津川宿を中心とした町であり、現在の中津川市の中心地である。
木曽川の支流中津川沿い地域である。現在の地名は中津川、手賀野、駒場（こまんば）などであり、そのうち、淀川町、新町、本町は中津川宿の地名である。

## 大字・字
- 大字:中津川（なかつがわ）
- 小字:
- 赤台
- 一色（いっしき）、井の上（いのうえ）、井の下（いのした）
- 上金（うえがね）、上金往還上（うえがねおおかんえ）、厩の下（うまやのした）
- 恵下（えげ）、恵那山（えなさん）
- 大久後（おおくご）、太田（おおた）、大西（おおにし）、尾外岩（おがいわ）、起（おこし）、落前（おちぜん）
- 垣外（かいと）、榧の木（かやのき）、上川原（かみがわら）
- 北野（きたの）
- 口一色（くちいっしき）
- 子野（この）、小淀川（こよどがわ）
- 塞の神（さいのかみ）
- 地蔵堂（じぞうどう）、島田（しまだ）、清水垣外（しみずがいと）、下川原（しもがわら）、下沢（しもざわ）、下実戸（しもさんと）
- 正ケ根（しようがね）、新田（しんでん）
- 杉ケ沢（すぎがさわ）
- 大明神（だいみようじん）、高橋（たかはし）、瀧ケ澤（たきがさわ）、竹ケ端（たけがはな）
- 地毛名（ぢげな）、直路
- 天王平（てんのうだいら）
- 町（まち）
- 鳥居（とりい）
- 中島（なかしま）、中切（なかぎり）
- 野畔（のぐろ）、野中（のなか）
- 花の木（はなのき）、原（はら）
- 坊垣外（ぼうがいど）、法道寺（ほうどうじ）、細山（ほんやま）、洞田（ほらだﾞ）
- 前山（まえやま）、松田（まつだ）、丸山（まるやま）
- 妙ケ峯（みようがみね）
- 餅穴（もちあな）
- 山の田（やまのた）
- 連理（れんり）
- 大字:駒場（こまんば）
- 小字:
- 青木（あおき）
- 上地（うえじ）、後洞（うしろぼら）
- 大岩（おおいわ）、大峡（おおはげ）、大平（おおひら）
- 上宿道上（かみじゆくみちうえ）、上宿道下（かみじゆくみちした）
- 京田（きようでん）
- 松源寺（しようげんじ）
- 角田（すみだ）
- 大道上（だいどうまえ）
- 西山（にしやま）
- 町裏（まちうら）
- 安森（やすもり）
- 大字:手賀野（てがの）
- 小字
- 円通寺（えんつうじ）
- 会所沢（かいしょざわ）、上巾（かみはば）
- 狐塚（きつねづか）
- 小向井（こむかい）
- 島崎（しまざき）、下巾（しもはば）
- 中沼（なかぬま）
- 西沼（にしぬま）
- 原（はら）
- 東原（ひがしばら）
- 斧戸（よきど）

## 歴史
- 平安時代から、戦国時代末期まで、恵那郡遠山荘の一部。
- 文明5年（1473年）応仁の乱の時、信濃国松尾城主の小笠原家長と木曽の豪族木曽家豊が恵那郡に侵入。天文元年（1532年）までの59年間、松尾小笠原氏が恵那郡中部を支配。
- 天文2年（1533年）松尾小笠原氏は、府中小笠原氏に攻められ甲斐に逃亡したため、遠山氏が恵那郡中部を奪還。
- 16世紀半ばに遠山直廉が手賀野に阿寺城（阿照羅城）を築いた。
- 天正2年（1574年）武田勝頼による東濃侵攻の際に木曽義昌の攻撃で阿寺城が陥落し明照遠山氏が滅亡した。中津川市北野にあった白山神社も焼討されて滅亡した。
- 江戸時代初期、中山道に中津川宿が開かれ、尾張藩木曾衆の山村甚兵衛家が恵那郡内領地を管轄する出先機関として中津川代官所が設置。
- 江戸時代（中津川村、手賀野村、駒場村）は尾張藩領。
- 1889年（明治22年）7月1日 - 中津川村が町制施行。中津川町（初代）になる。
- 1897年（明治30年）4月1日 - 中津川町と駒場村、手賀野村が合併し、中津町となる。
- 1932年（昭和7年）
  - 日時不詳 - 芝居小屋・中央座が全焼[1]。
  - 9月26日 - 恵那山で大規模な土砂災害（山津波）が発生。死者3人、重傷者6人、埋没家屋120戸、床上浸水306戸、橋梁流失10箇所などの被害[2]。
- 1935年（昭和10年）9月 - 町役場が竪清水町（現在の本町）からえびす町に移転[3]。
- 1951年（昭和26年）4月1日 - 苗木町と合併し中津川町（2代目）が発足。同日中津町廃止。
- 1952年（昭和27年）4月1日 - 中津川町が市制施行、中津川市となる。

## 神社
- 恵那神社
- 中川神社
- 西宮神社

## 寺院
中津
- 西生寺(真宗大谷派)
- 正善院(日蓮宗)
- 大泉寺(浄土宗) 天正四年 開基:安誉虎角
- 宗泉寺(曹洞宗)
- 東圓寺(曹洞宗)
- 南林寺(臨済宗妙心寺派)
- 遍照寺(高野山真言宗)

駒場
- 山王寺(曹洞宗)
- 善光寺(曹洞宗)
- 福昌寺(曹洞宗)

手賀野
- 松源寺(臨済宗妙心寺派)

## 交通機関
- 国鉄中央本線
  - 中津川駅
- 北恵那鉄道線
  - 中津町駅

## 教育
- 中津町立東小学校（現・中津川市立東小学校）
- 中津町立西小学校（現・中津川市立西小学校）
- 中津町立南小学校（現・中津川市立南小学校）
  - 中津町立南小学校川上分校 2003年廃止
- 中津町立中津第一中学校（現・中津川市立第一中学校）
- 中津町立中津第二中学校（現・中津川市立第二中学校）
- 岐阜県立中津高等学校

## 観光など
- 恵那山（日本百名山）
- 恵那峡
- 中山道中津川宿
- 恵那神社
- 中川神社

## その他
- 中津川町の名の町は、1890年〜1897年と1951年〜1952年の期間であり、短命であった。1951年〜1952年の中津川町は、将来市制を行った際、中津市と重複しないように考慮されたという説もある。